# 3836 Лем
3836 Лем (3836 Lem) — астероїд головного поясу, відкритий 22 вересня 1979 року.
Тіссеранів параметр щодо Юпітера — 3,621.